# 6284 Borisivanov
6284 Borisivanov este un asteroid din centura principală de asteroizi.

## Descriere
6284 Borisivanov este un asteroid din centura principală de asteroizi. A fost descoperit pe 2 martie 1981 la Siding Spring de Schelte J. Bus. Asteroidul prezintă o orbită caracterizată de o semiaxă mare de 2,85 ua, o excentricitate de 0,01 și o înclinație de 1,2° în raport cu ecliptica.